# Eriopyga poliotis
Eriopyga poliotis är en fjärilsart som beskrevs av George Francis Hampson 1903. Eriopyga poliotis ingår i släktet Eriopyga och familjen nattflyn. Inga underarter finns listade i Catalogue of Life.